# 野芥站
野芥站（日语：／ Noke eki */?）是一個位於日本福岡縣福岡市早良區野芥二丁目，屬於福岡市地下鐵七隈線的鐵路車站。車站編號是N04。

## 歷史
- 2005年（平成17年）2月3日 - 開業。

## 車站構造

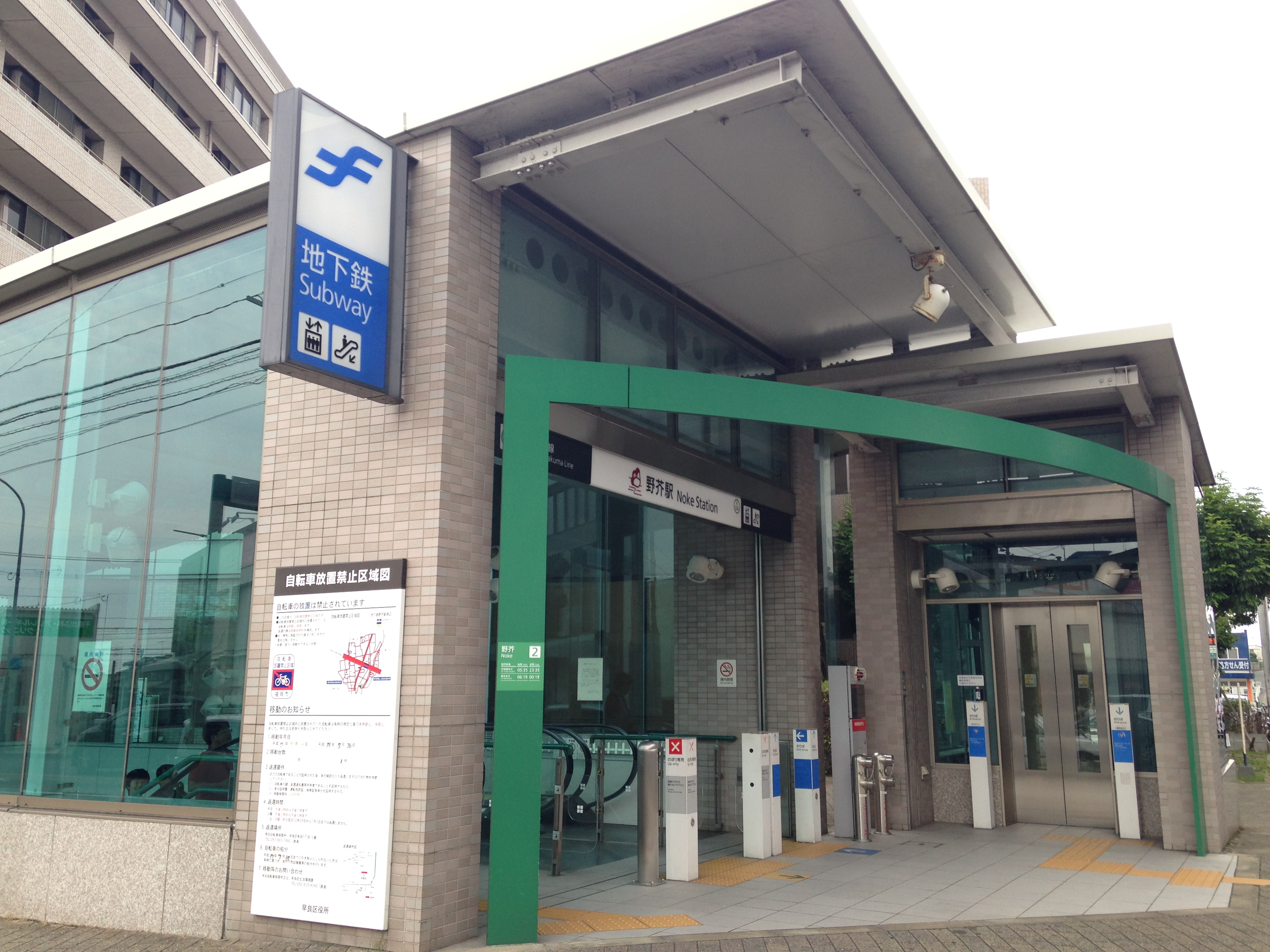
2號出入口（2015年6月14日攝）

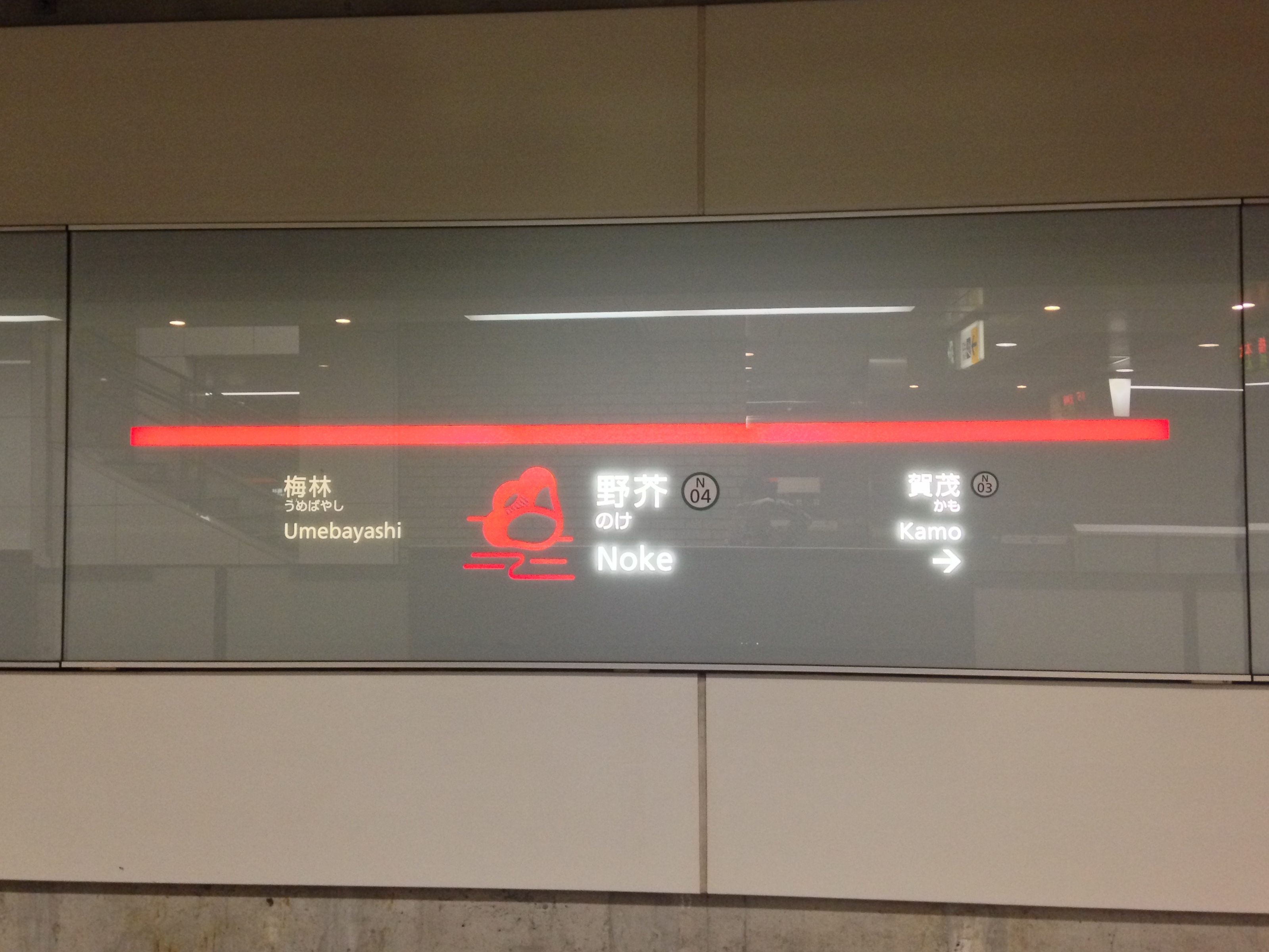
站名牌（2015年6月13日攝）

1面2線島式月台的地底車站。

### 月台配置
| 月台 | 路線   | 目的地                         |
| ---- | ------ | ------------------------------ |
| 1    | 七隈線 | 福大前、六本松、藥院、博多方向 |
| 2    | 七隈線 | 橋本方向                       |

## 利用狀況
2016年（平成28年）度的1日平均上車人次為3,647人。
開業以來的1日平均上車人次推移如下表。
| 年度               | 1日平均 上車人次 |
| ------------------ | ---------------- |
| 2004年（平成16年） | 2,376            |
| 2005年（平成17年） | 2,075            |
| 2006年（平成18年） | 2,370            |
| 2007年（平成19年） | 2,565            |
| 2008年（平成20年） | 2,758            |
| 2009年（平成21年） | 2,961            |
| 2010年（平成22年） | 3,002            |
| 2011年（平成23年） | 3,152            |
| 2012年（平成24年） | 3,222            |
| 2013年（平成25年） | 3,301            |
| 2014年（平成26年） | 3,566            |
| 2015年（平成27年） | 3,509            |
| 2016年（平成28年） | 3,647            |

## 相鄰車站
福岡市交通局（福岡市地下鐵）
 七隈線
賀茂（N03）－野芥（N04）－梅林（N05）

## 外部連結
- 福岡市地下鐵 野芥站 （页面存档备份，存于）（日語）